# Kővágótöttös
Kővágótöttös est un village et une commune du comitat de Baranya en Hongrie.